# Patinação artística nos Jogos Olímpicos de Verão de 1908 - Individual feminino
A competição individual feminina da patinação artística nos Jogos Olímpicos de Verão de 1908 foi disputado entre 5 patinadoras.

## Medalhistas
| Ouro   | GBR Madge Syers              |
| Prata  | GER Elsa Rendschmidt         |
| Bronze | GBR Dorothy Greenhough-Smith |

## Resultados
| #                 | Nome                     | País             | Pontos |
| ----------------- | ------------------------ | ---------------- | ------ |
| Medalha de ouro   | Madge Syers              | GBR Grã-Bretanha | 252.5  |
| Medalha de prata  | Elsa Rendschmidt         | GER Alemanha     | 211.0  |
| Medalha de bronze | Dorothy Greenhough-Smith | GBR Grã-Bretanha | 192.1  |
| 4                 | Elna Montgomery          | SWE Suécia       | 170.3  |
| 5                 | Gwendolyn Lycett         | GBR Grã-Bretanha | 164.0  |

Legenda
| Recorde mundial      | Recorde mundial (World record)               |                       | Recorde africano                      | Recorde africano (African) |                                           | Q | Classificado por posição (Qualified) |
| Recorde olímpico     | Recorde olímpico (Olympic record)            | Recorde da América    | Recorde da América (Americas)         | q                          | Classificado por melhor tempo (Qualified) |   |                                      |
| Melhor marca do ano  | Melhor marca do ano (World leading)          | Recorde asiático      | Recorde asiático (Asian)              | DNS                        | Não largou (Did not start)                |   |                                      |
| Recorde nacional     | Recorde nacional (National record)           | Recorde europeu       | Recorde europeu (European)            | DNF                        | Não terminou (Did not finish)             |   |                                      |
| Recorde pessoal      | Recorde pessoal do atleta (Personal best)    | Recorde da Oceania    | Recorde da Oceania (Oceania)          | DSQ / DQ                   | Desclassificado (Disqualified)            |   |                                      |
| Recorde da temporada | Recorde da temporada do atleta (Season best) | Recorde sul-americano | Recorde sul-americano (South America) | NM                         | Sem marca (No mark)                       |   |                                      |